# Hope Island (Antarktika)
Hope Island (englisch, in Argentinien Isla Esperanza, in Chile Isla Hope) ist eine Insel vor der nordöstlichen Spitze der Antarktischen Halbinsel. Sie liegt 10 km westlich des Turnbull Point der D’Urville-Insel.
Der Name der Insel ist erstmals auf einer 1822 publizierten Landkarte des britischen Robbenfängerkapitäns George Powell verzeichnet. Der Polarforscher Jules Dumont d’Urville kartierte sie bei der Dritten Französischen Antarktisexpedition (1837–1840) und benannte sie als Île Daussy nach Pierre Daussy (1792–1860), Präsident der Société de Géographie.